# Halictus obscurifrons
Halictus obscurifrons är en biart som beskrevs av Cockerell 1945. Halictus obscurifrons ingår i släktet bandbin, och familjen vägbin. Inga underarter finns listade i Catalogue of Life.